# Moskvafloden

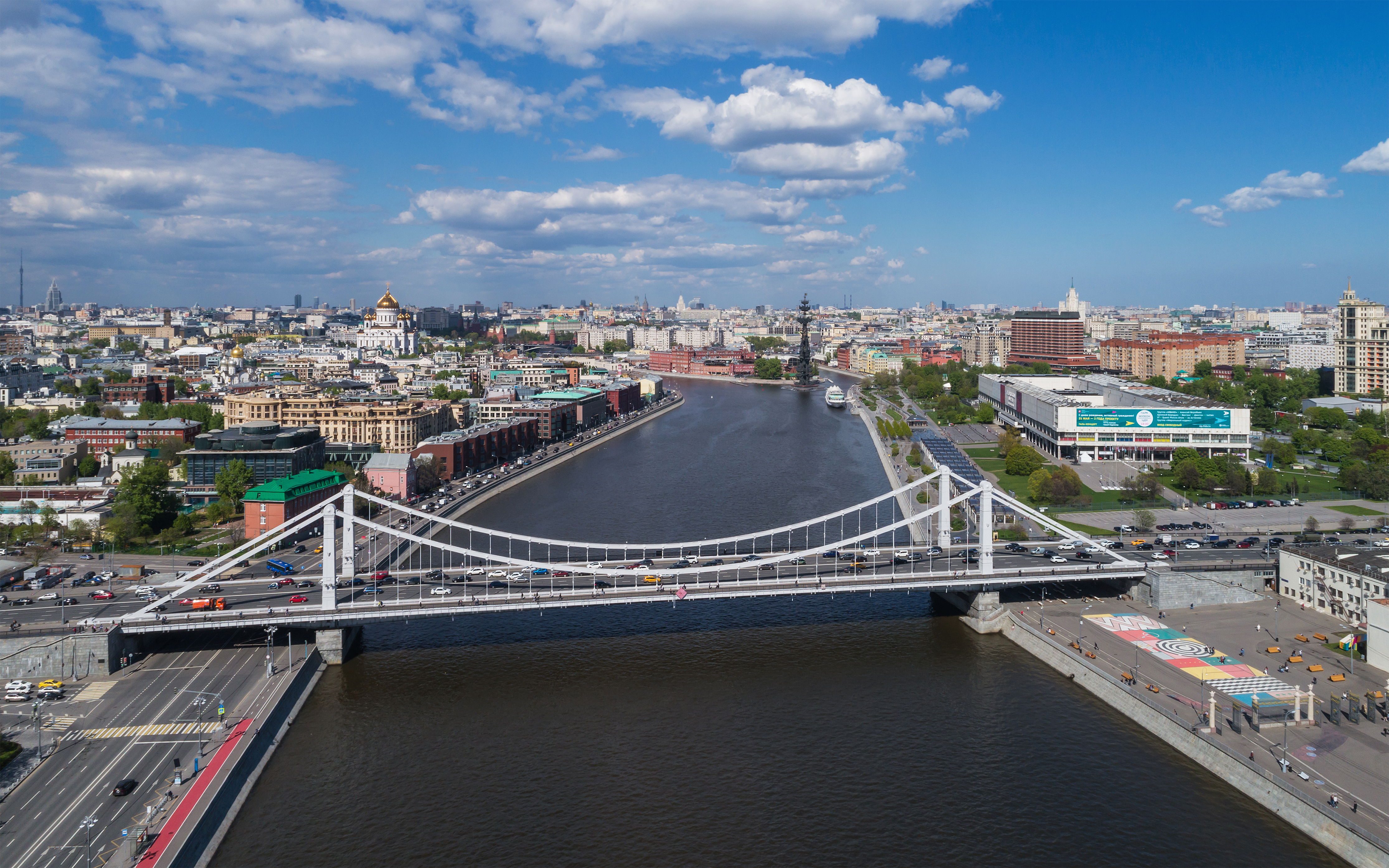
Moskvafloden

Moskvafloden (ryska: Москва́ eller Москва́-река́), är en flod i Ryssland som flyter genom Moskva oblast och Smolensk oblast. Floden är viktig för Moskvas vattenförsörjning. Floden, som är en 500 kilometer lång biflod till Oka, flyter samman med den nära Kolomna. Genom Moskvakanalen har floden en förbindelse med Volga.
Inom staden Moskva finns ett flertal olika flodbåtslinjer på floden, dessa båtturer på omkring en timme per tur är ett populärt turistnöje.

## Övrigt
- Slaget vid Borodino mellan franska och ryska styrkor 1812 kallas på franska för Bataille de la Moscowa ("Slaget om Moskvafloden").
- Moskvafloden nämns, liksom Gorkijparken, i "Wind of Change", en powerballad som var en hitlåt av den tyska rockgruppen Scorpions 1991.
- Moskvafloden nämns också i En natt i Moskva, en ursprungligen rysk sång. Den svenska textens andra rad lyder "nere vid Moskvaflodens strand".